# ديفيد كلارك (سياسي أسترالي)
ديفيد كلارك (بالإنجليزية: David Clarke)‏ هو سياسي أسترالي، ولد في 2 أبريل 1947. حزبياً، نشط في الحزب الليبرالي الأسترالي. وقد انتخب عضو المجلس التشريعي نيو ساوث ويلز.